# Fort Knalkruit
Fort Knalkruit is een overdekte attractie van het type botsauto's in het Nederlandse attractiepark Avonturenpark Hellendoorn.

## Geschiedenis
Vanaf de jaren 1970 tot 1989 had Avonturenpark Hellendoorn botsauto's, genaamd Autoscooters, gehad. Vanaf 1989 stond de Magical Monkey Show op de plaats van de vorige botsauto's die toen uit het park werd verwijderd.
Na 30 jaar kwamen de botsauto's weer terug in het park wanneer op 19 april 2019 Fort Knalkruit werd geopend. De botsauto's zijn gemaakt door de Italiaanse attractiefabrikant Bertazzon en de attractie bevindt zich echter in het themagebied Piratenbaai in een nagebouwd fort in piratenstijl.

## Beschrijving attractie
De voertuigen hebben de vorm van houten tonnen vol buskruit.

### Twee-in-een attractie
De attractie is opgebouwd uit twee verschillende segmenten. Aan de rechterkant vindt men de minibotsauto's bestemd voor de kleinere kinderen welke in een apart afgeschermd deel van het fort staan. Aan de andere kant staan de andere botsauto's welke geschikt zijn voor grotere kinderen en volwassenen.
Afbeeldingen
 · Lijst van attracties